# Yasuhara Nariyasu
Nariyasu Yasuhara (sinh ngày 9 tháng 8 năm 1968) là một cầu thủ bóng đá người Nhật Bản.

## Sự nghiệp câu lạc bộ
Nariyasu Yasuhara đã từng chơi cho Nagoya Grampus Eight và Honda.